# Jasmonato de metilo
El jasmonato de metilo (abreviado MeJA) es un compuesto orgánico volátil (VOC) utilizado en la defensa de las plantas y en muchas vías de desarrollo diversas, como la germinación de semillas, el crecimiento de raíces, la floración, la maduración de la fruta y la senescencia. El jasmonato de metilo es una fitohormona que se deriva del ácido jasmónico por una reacción catalizada por la enzima S-adenosil-L-metionina:ácido jasmónico carboxil metiltransferasa.

## Descripción
Las plantas producen ácido jasmónico y metil jasmonato en respuesta a muchas tensiones bióticas y abióticas (en particular, herbivoría y heridas), que se acumulan en las partes dañadas de la planta. El jasmonato de metilo se puede usar para señalar los sistemas de defensa de la planta original o se puede propagar por contacto físico o por el aire para producir una reacción defensiva en plantas ilesas. Las plantas ilesas absorben el MeJA del aire a través de los estomas o por difusión a través del citoplasma de las células de la hoja. Un ataque herbívoro a una planta hace que produzca MeJA tanto para la defensa interna como para un compuesto de señalización para otras plantas.

## Fitoalexinas
El MeJA puede inducir a la planta a producir múltiples tipos diferentes de sustancias químicas de defensa, como fitoalexinas (antimicrobianas), inhibidores de nicotina o proteasa. Los inhibidores de proteasa interfieren con el proceso digestivo de los insectos y disuaden al insecto de comer la planta nuevamente.